# Wilhelm Burchard-Motz

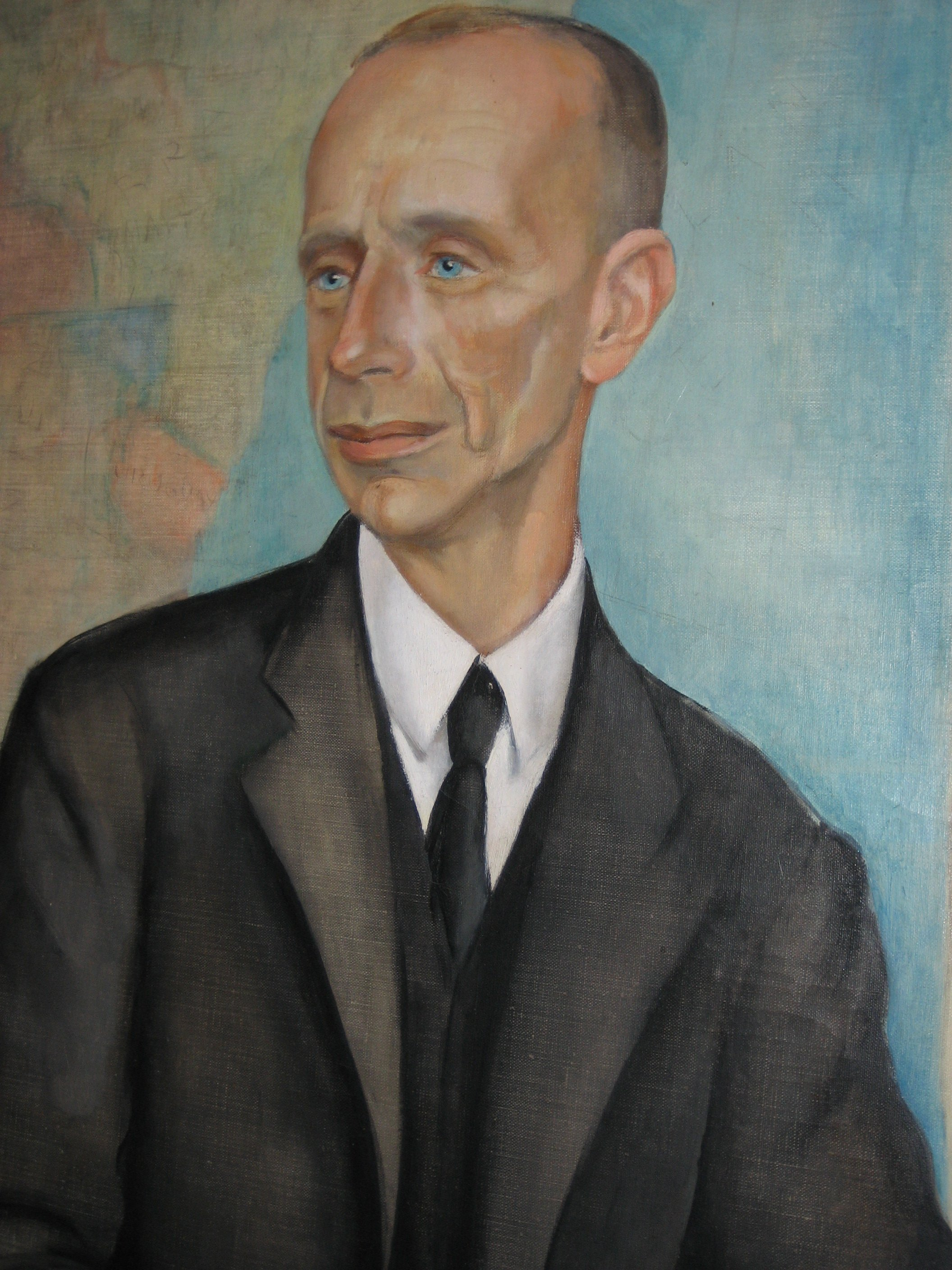
Wilhelm Burchard-Motz, gemalt von Anita Rée (vor 1933)

Wilhelm Amsinck Burchard-Motz (* 4. Juli 1878 in Hamburg; † 13. Januar 1963 ebenda) war ein deutscher Rechtsanwalt und Politiker.

## Leben
Wilhelm Amsinck Burchard war der älteste Sohn des Hamburger Senators Johann Heinrich Burchard und seiner Ehefrau Emily, geb. Amsinck. Er besuchte das Johanneum, bestand dort 1895 das Abitur und studierte anschließend Jura in Heidelberg (wo er dem Corps Vandalia beitrat) und Berlin, mit Auslandssemestern in Lausanne und Cambridge. 1899 kehrte er nach Hamburg zurück. Nach Militärzeit und Referendariat in Hamburg trat er 1904 als Rechtsanwalt in die heute noch bestehende Sozietät Esche Schümann Commichau in Hamburg ein, in der schon sein Vater Sozius war und in die später auch sein Sohn Heinrich Burchard-Motz als Sozius eintrat.

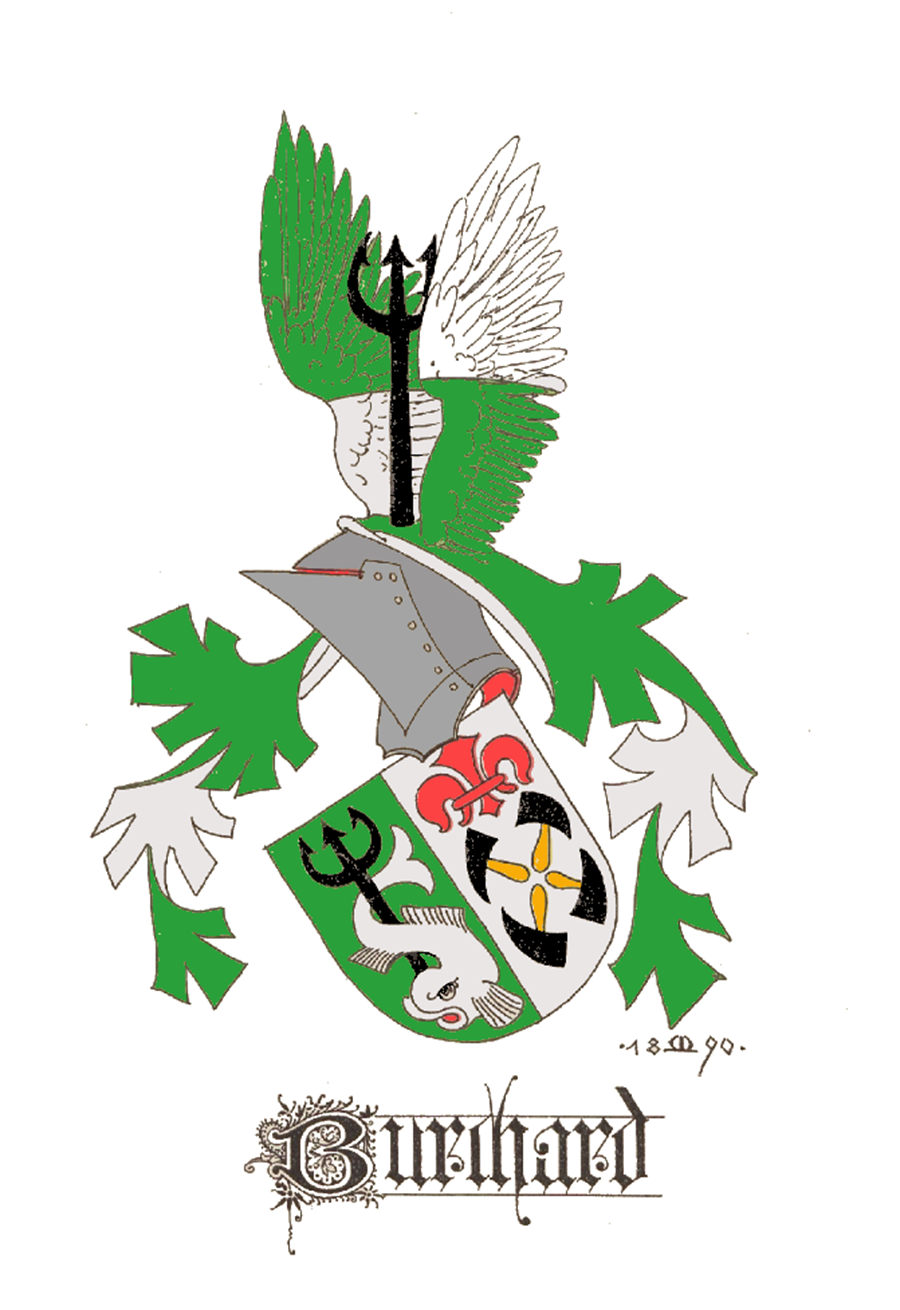
Wappen der Familie Burchard (Allianzwappen Burchard-Motz)

1925 fügte er seinem Familiennamen den seiner Bremer Vorfahren (Motz, in Bremen beginnend mit Christoph Ludwig Motz) hinzu und ließ seinen Namen in Burchard-Motz ändern. Außerdem führte er als Mittelnamen den Namen Amsinck seiner hanseatischen Herkunftsfamilie mütterlicherseits, hieß also mit vollem Namen Wilhelm Amsinck Burchard-Motz. Gründlicher konnte man nicht auf seine vornehme Abstammung aufmerksam machen. Das Familienwappen Burchard zeigte bereits auf dem Grab der Eltern vereint Symbole aus dem burchard'schen und dem motz'schen Wappen. 
Im November 1934 wurde Burchard-Motz zum Direktor der Hamburger Feuerkasse ernannt, ein Amt, das er bis zum Ende des „Dritten Reichs“ innehatte. Ab 1935 war er zudem Vorstandsmitglied der Daniel Schutte-Stiftung, die seit 1892 Wohnungen für ältere Menschen anbietet. In den letzten Tagen des Zweiten Weltkriegs beteiligte er sich auf Bitten des Reichsstatthalters Karl Kaufmann an den Verhandlungen um die kampflose Übergabe Hamburgs an die Engländer.
Er war auch bei der offiziellen Übergabe der Stadt an die Engländer am 3. Mai 1945 zugegen.
In den 1950er Jahren war Burchard-Motz Vizepräsident des Deutschen Golf Verbandes und Vorsitzender des Hamburger Land- und Golf-Clubs in der Lüneburger Heide.

## Politische Tätigkeit
Burchard-Motz war im Kaiserreich Mitglied der Nationalliberalen Partei und zeitweise, zumindest 1918, deren Landesvorsitzender für Hamburg, mit Peter Stubmann als Stellvertreter. Der Hamburgischen Bürgerschaft gehörte er von 1913 bis 1919 für den Wahlkreis Finkenwerder an. Er schloss sich in der Bürgerschaft der Fraktion der Rechten an, die sich 1916 in Fraktion der Nationalliberalen Partei umbenannte.
Bei der Umgründung der Nationalliberalen in die Deutsche Volkspartei wurde er 1918 Mitglied dieser neuen Partei. Am 1. April 1933 leitete Burchard-Motz anlässlich einer Bismarckgedenkfeier die Selbstauflösung der DVP in Hamburg ein und forderte alle Parteimitglieder auf, in die NSDAP einzutreten, was über drei Viertel der Mitglieder in den folgenden Tagen taten. Burchard-Motz selbst trat zum 1. Mai 1933 der NSDAP bei (Mitgliedsnummer 3.002.159).

## Öffentliche Ämter
Am 18. März 1925 wurde Burchard-Motz Senator für Handel, Schifffahrt und Gewerbe (→Hamburger Senat 1919–1933). Bei der Wahl vom 27. September 1931 verlor der amtierende Senat seine Mehrheit in der Bürgerschaft, da aber kein neuer Senat gewählt werden konnte, führte der alte Senat die Geschäfte weiter.
Als die bürgerlichen Parteien DVP, Staatspartei und DNVP im Januar 1933 mit der NSDAP über die Bildung einer Senatskoalition verhandelten, war Burchard-Motz für das Amt des Ersten Bürgermeisters im Gespräch. Die Verhandlungen scheiterten aber am Widerstand von Bürgermeister Carl Wilhelm Petersen (DDP). Nach der Machtergreifung der NSDAP im Reich am 30. Januar 1933 änderte sich die Machtstellung der NSDAP in Hamburg. Zwar griff das Reich nicht direkt mit Notverordnungen in Hamburg ein, doch wurde der Druck erhöht. Am 3. März traten die SPD-Senatoren zurück. Zwei Tage später, nach der Reichstagswahl, wurde das Rathaus von SA-Einheiten besetzt. In der Bürgerschaft einigten sich in den folgenden Tagen die bürgerlichen Parteien, mit der NSDAP eine Regierung zu bilden. Diese sollte nicht die Machtverteilung in der Bürgerschaft abbilden, sondern entsprechend der Stimmenverteilung der Reichstagswahl vom 5. März 1933 gebildet werden. In Hamburg wurde zunächst ein Koalitionssenat aus NSDAP, DNVP und DVP gebildet, diesem gehörte Burchard-Motz ab 8. März 1933 als Zweiter Bürgermeister an (→Hamburger Senat im Nationalsozialismus). Am 8. November 1934 wurde er aus dem Senat entlassen.